# Ленінградський район (Київ)
Ленінградський район — колишній адміністративно-територіальний район міста Києва.
Утворений 12 квітня 1973 року із західної частини Радянського району та західної частини Жовтневого району.

## Розташування
Був розміщений у західній частині міста. До складу району входили місцевості Святошин, Біличі, Братська Борщагівка, Михайлівська Борщагівка, Авіамістечко, Катеринівка, Перемога, Жовтневе, масиви Академмістечко,  Новобіличі, Микільська Борщагівка, Південна Борщагівка. Територією району протікали річки Нивка та Любка.
Межував на заході від мосту через річку Ірпінь до Гостомельського шосе із Київською областю, на півночі по Гостомельському шосе з Подільським районом, на сході по вулицях Міській, Стеценка із Шевченківським районом, по вулицях Туполєва, Чистяківській із Радянським районом, по залізниці Київ-Коростень до залізничної станції Київ-Волинський із Жовтневим районом, на південному сході по залізниці Київ-Фастів до Кільцевої дороги із Залізничним районом, на південному заході по Кільцевій дорозі та південній межі Святошинського лісу із Києво-Святошинським районом Київської області до мосту через річку Ірпінь.

## Вулиці
Найбільші вулиці: шосе Брест-Литовське шосе, проспекти Перемоги, 50-річчя Жовтня, проспект Академіка Палладіна, вулиці Гостомельське шосе, Стеценка, Кільцева дорога.

## Історія
Район був утворений згідно з Указом Президії ВР УРСР від 12 квітня 1973 року. 
У 2001 році у ході адміністративно-територіальної реформи в Києві територія (із включенням до меж частини Радянського району в межах проспекту Перемоги, вулиць Дружківської та Чистяківської) увійшла до складу новоутвореного Святошинського району.